# Neo Bomberman
Neo Bomberman est un jeu vidéo d'action-labyrinthe développé par Produce! et édité par Hudson Soft en 1997 sur Neo-Geo MVS (NGM 093),,. Le jeu ne supporte pas le système de sauvegarde.